# Mas Solà
El Mas Solà és una masia amb elements gòtics del s. XVI de Santa Coloma de Farners (Selva) inclosa a l'Inventari del Patrimoni Arquitectònic de Catalunya. Actualment acull el restaurant de cuina catalana amb el mateix nom.

## Descripció
Es tracta d'una masia de dues plantes, vessants a laterals i cornisa catalana. A la façana, la porta principal és d'arc de mig punt adovellada, a la seva dreta hi ha una altra porta, rectangular amb llinda i brancals de pedra monolítica. Ha estat molt reformada i retocada des que s'usa com a restaurant i possiblement les finestres no siguin les originals. Al primer pis, les dues obertures laterals són d'arc conopial, i la finestra central és amb arc conopial gòtic i dentat amb arquets. Una de les petites finestres, a sota hi té una espitllera. Destaquen els relleus que fan alguna de les pedres de les llines, com la creu flanquejada per dos cercles amb hèlix a la finestra dreta de la planta baixa, o la creu de la llinda de la porta rectangular.
Hi ha dependències de nova construcció adossades a la casa, ampliant-la per la part posterior. El voltant és enjardinat i hi ha espai pavimentat per al pàrquing de cotxes dels clients del Restaurant.